# Хроника Холодной войны (1966 год)
Хронология Холодной войны
- 1943
- 1944
- 1945
- 1946
- 1947
- 1948
- 1949
- 1950
- 1951
- 1952
- 1953
- 1954
- 1955
- 1956
- 1957
- 1958
- 1959
- 1960
- 1961
- 1962
- 1963
- 1964
- 1965
- 1966
- 1967
- 1968
- 1969
- 1970
- 1971
- 1972
- 1973
- 1974
- 1975
- 1976
- 1977
- 1978
- 1979
- 1980
- 1981
- 1982
- 1983
- 1984
- 1985
- 1986
- 1987
- 1988
- 1989
- 1990
- 1991

- 31 января: Запуск «Луны-9».
- 3 февраля: «Луна-9» успешно приземлилась на Луну, став первым космическим аппаратом, мягко приземлившимся на другое внеземное тело.
- 10 марта: Франция выходит из командной структуры НАТО.
- 11 марта: Президент Индонезии Сукарно подписывает документ о передаче власти генерал-майору Сухарто, который впоследствии устанавливает прозападный и антикоммунистический режим Нового порядка, который остаётся у власти до 1998 года.
- 8 мая: КНР испытала третую ядерную бомбу.
- 26 мая: Гайана становится независимой от Великобритании.
- 30 мая: Запущен «Сервейер-1».
- 2 июня: «Сервейер-1» становится первым американским космическим аппаратом, мягко приземлившимся на другое внеземное тело.
- 11 августа: Джакартское соглашение подписывается министром иностранных дел Индонезии Адамом Маликом и заместителем премьер-министра Малайзии Тунку Абдулом Разаком, что положило конец вражде между Индонезией и Малайзией.
- 26 августа: Начинается пограничная война в Южной Африке.
- 30 сентября: Ботсвана становится независимой от Великобритании.
- 5 октября: Начало вооружённых столкновений низкой интенсивности в корейской демилитаризованной зоне между Северной Кореей и Южной Кореей, поддерживаемой США.
- 30 ноября: Барбадос становится независимым от Великобритании.